# Шонла (аеропорт)
Аеропорт Наша́н (в'єт. Sân bay Nà Sản), (IATA: SQH, ICAO: VVNS) — в'єтнамський комерційний аеропорт, розташований за 22 км від міста Шонла однойменної провінції на півночі країни.